# David Clarke (pilote)
Pour les articles homonymes, voir David Clarke (homonymie) et Clarke.
Pas d'image ? Cliquez ici
David Clarke est une pilote automobile britannique né à Mountsorrel le 15 septembre 1929 et décédé en juillet 2002.
Il a notamment participé aux 24 heures du Mans 1953 avec Bob Gerard sur une Frazer Nash et s'est engagé au Grand Prix automobile de Grande-Bretagne 1953 pour le compte du même pilote sur une Cooper T23 en tant que suppléant. Il ne prend pas part à la course.

## Résultats aux 24 heures du Mans
| Année | Châssis             | Écurie                      | Coéquipier | Résultat |
| ----- | ------------------- | --------------------------- | ---------- | -------- |
| 1953  | Frazer Nash MkII LM | Automobiles Frazer Nash Ltd | Bob Gerard | Abandon  |

## Sources
- Fiche de David Clarke sur statsf1.com